# 三斗石櫟合位節蜱
三斗石櫟合位節蜱（学名：Cosella hancei）为節蜱科合位節蜱屬下的一个种。